# Ouran saaristo
Ouran saaristo este o arie protejată (arie specială de conservare — SAC, sit de importanță comunitară — SCI) din Finlanda întinsă pe o suprafață de 3.073 ha, integral pe uscat.

## Localizare
Centrul sitului Ouran saaristo este situat la coordonatele 61°50′45″N 21°21′31″E / 61.8458°N 21.3586°E.

## Înființare
Situl Ouran saaristo a fost declarat sit de importanță comunitară în august 1998 pentru a proteja 1 specie de animale. Situl a fost protejat și ca arie specială de conservare în aprilie 2015.

## Biodiversitate
Situată în ecoregiunea boreală, aria protejată conține 9 habitate naturale: Lagune de coastă, Recifuri, Vegetație perenă pe țărmurile stâncoase, Faleze cu vegetație de pe coastele atlantice și baltice, Insulițe și insule mici din Baltica boreală, Pășuni de coastă din Baltica boreală, Pajiști uscate europene, Păduri naturale în etape succesive primare ale suprafețelor emergente de coastă, Vegetație anuală la limita mareei.
La baza desemnării sitului se află o specie protejată de  mamifere: vidră de râu (Lutra lutra).
Pe lângă speciile protejate, pe teritoriul sitului au mai fost identificate 1 specie de plante, 6 specii de păsări.